# Painshill
Painshill (také jako "Pains Hill" v některých textech 19. století), je pozemek v blízkosti Cobham, Surrey, v Anglii. Je jedním z nejlepších zbývajících příkladů stylu anglického parku z 18. století. Byl navržen a vytvořen mezi léty 1738 a 1773 Charlesem Hamiltonem.
Park v Painshill je ve vlastnictví Elmbridge Borough Council a řízen Painshill Trust. Painshill je otevřen pro veřejnost (s placeným vstupem), je zařazen do kategorie Grade 1 Heritage listing. V roce 1998 byla parku Painshill udělena medaile "Europa Nostra" za "příkladnou obnovu ze stavu extrémního zanedbání, nejdůležitějšího  krajinářského parku z 18. století a jeho mimořádných staveb." V květnu 2006 udělila Národní rada pro ochranu rostlin a zahrad (NCCPG) Painshillu plný statut sbírky za jeho John Bartram Heritage Collection.
Park Painshill lze považovat za vhodnou ukázku romantismu v anglickém parku 18. století, včetně některých v té době obvyklých nešvarů a nevkusností.

## Popis
Painshill se rozkládá na 0,64 km2 (158 akrech) z původních více než 0,81 km2. Park se táhne podél zákrutů řeky Mole na pozemku, který má celou řadu přírodních kopců a údolí. Hlavním rysem parku je hadovité jezero o velikosti 14 akrů (0,057 km2) s několika ostrovy, mosty a hrázemi. Voda pro jezero a výsadby je čerpána z řeky Mole čerpadly z 19. století, poháněné vodním kolem. Hamilton zvětšil výhled na hory a jezero o pečlivé výsadby lesů, aleje a exempláře stromů vytvořením průhledů a řady oddělených zákoutí, které obsahují amfiteátr, vodní louku a alpské údolí. Zahrady u bývalého panství byly rozděleny na dva celky - okrasné zahrady a park. V parku „Capability" Brown podle Hamiltonovych pokynů vytvořil úpravu, která je nepřetržitou sérií střídajících se překvapení a optických klamů.
Mezi  atraktivními místy v průhledech, které mají být objeveny pozorovatelem v krajině, Hamilton umístil řadu pošetilostí a tretek, malých dekorativních objektů, které zahrnují jeskyni, „gotický“ chrám, „ruiny“ gotického opatství, románské mauzoleum, gotická věž s výhledem do krajiny.  Všechny tyto objekty stále existují a byly obnoveny. Je zde i poustevna (pro kterou byl "poustevník" najat smluvně na sedm let, ale brzy propuštěn pro absence v zaměstnání) a Turecký stan, které byly obnoveny. Tyto dětinské romantizující objekty jsou typické pro evropské kontinentální parky ve stylu anglický park, především v německy mluvících zemích a je dobovou ukázkou tohoto typu kýčovitých zahradnických úprav.  
Zbývá rekonstruovat románský "Chrám Bakcha", i když je zde nyní umístěna římská socha Baccha, kterou také, mimo jiné starožitnosti, koupil Hamilton na cestě po Itálii. Mezi původními výsadbami je řada významných exemplářů, včetně takových příkladů jako korkový dub, tis, buk, stříbrná bříza a tři cedry, z nichž jeden je znám jako „Great Cedar“  37 m (120 stop) vysoký a více než (30 m) 100 stop na široký (zřejmě odhadovaný obvod koruny, nikoliv kmene), a je považován za největší libanonský cedr v Evropě. V roce 2010 se zde konala konference k oslavě obnovení tohoto parku z osmnáctého století.

## Atrakce a tretky

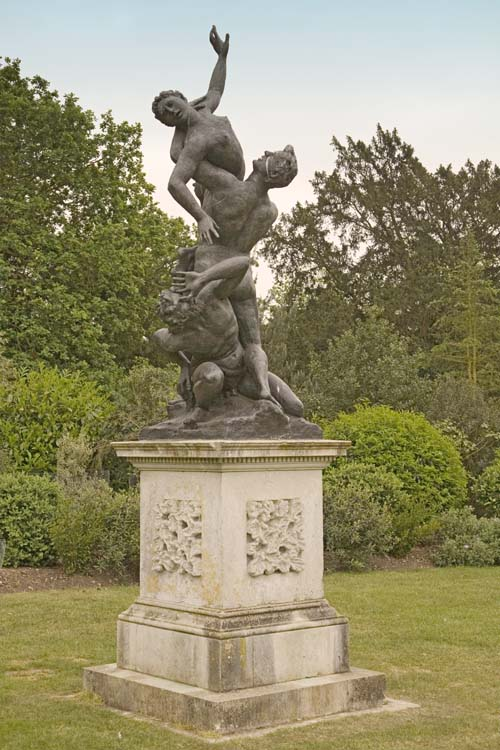
Odlitek díla Giambolognova díla Únos Sabinek
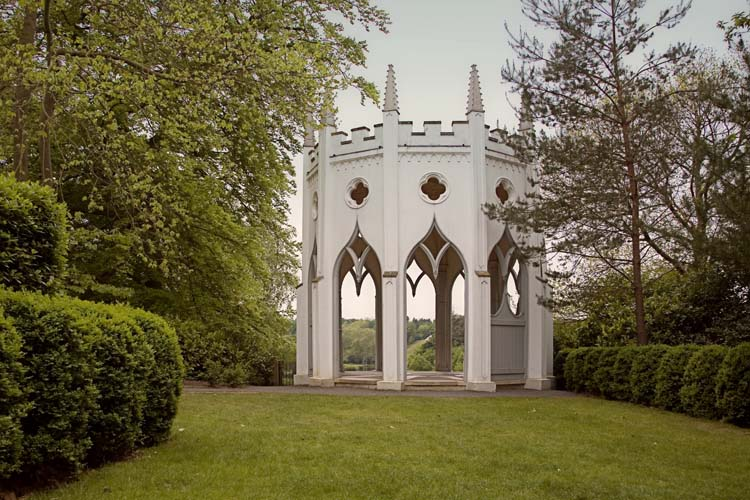
„gotický chrám“
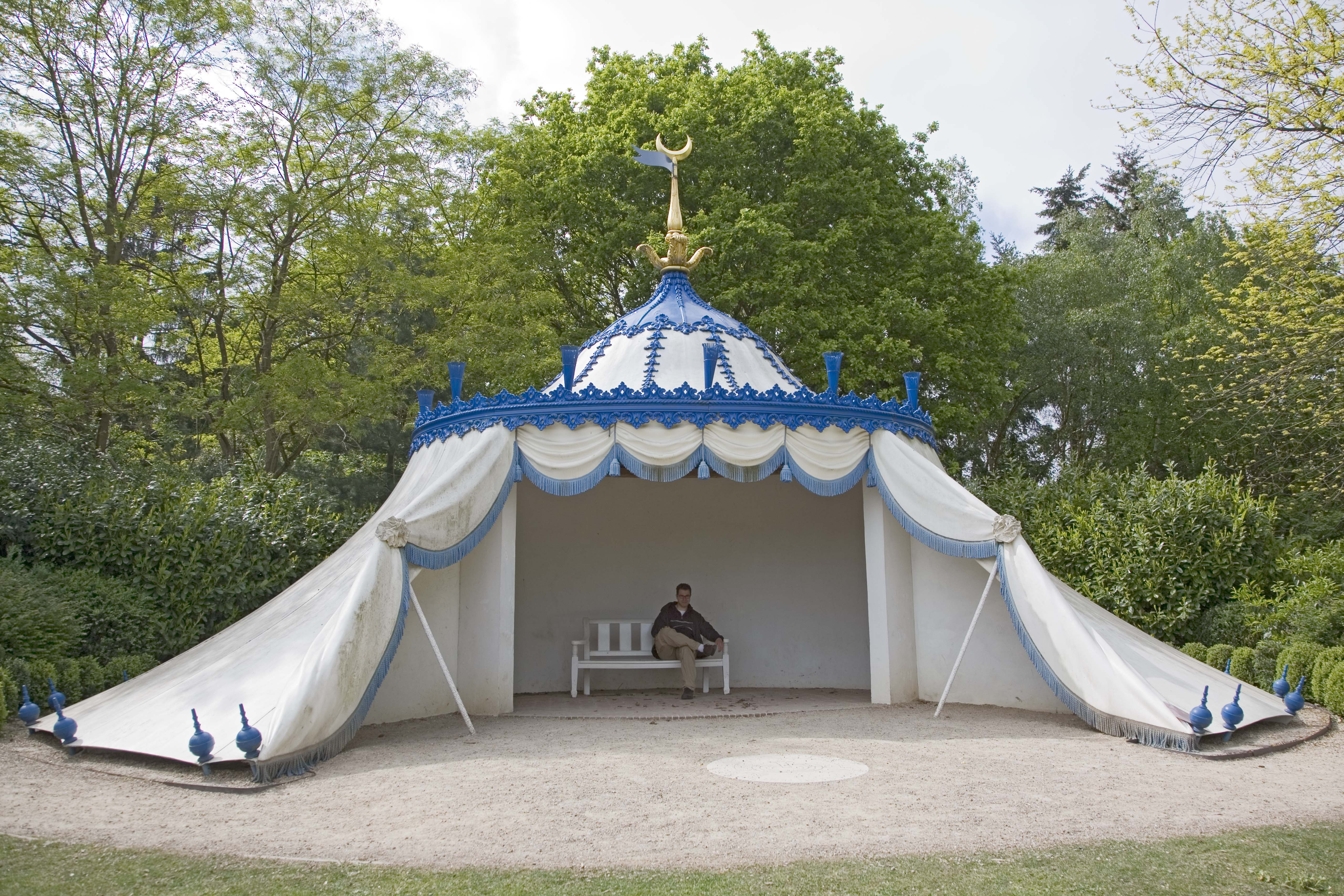
Restaurovaný „turecký stan“
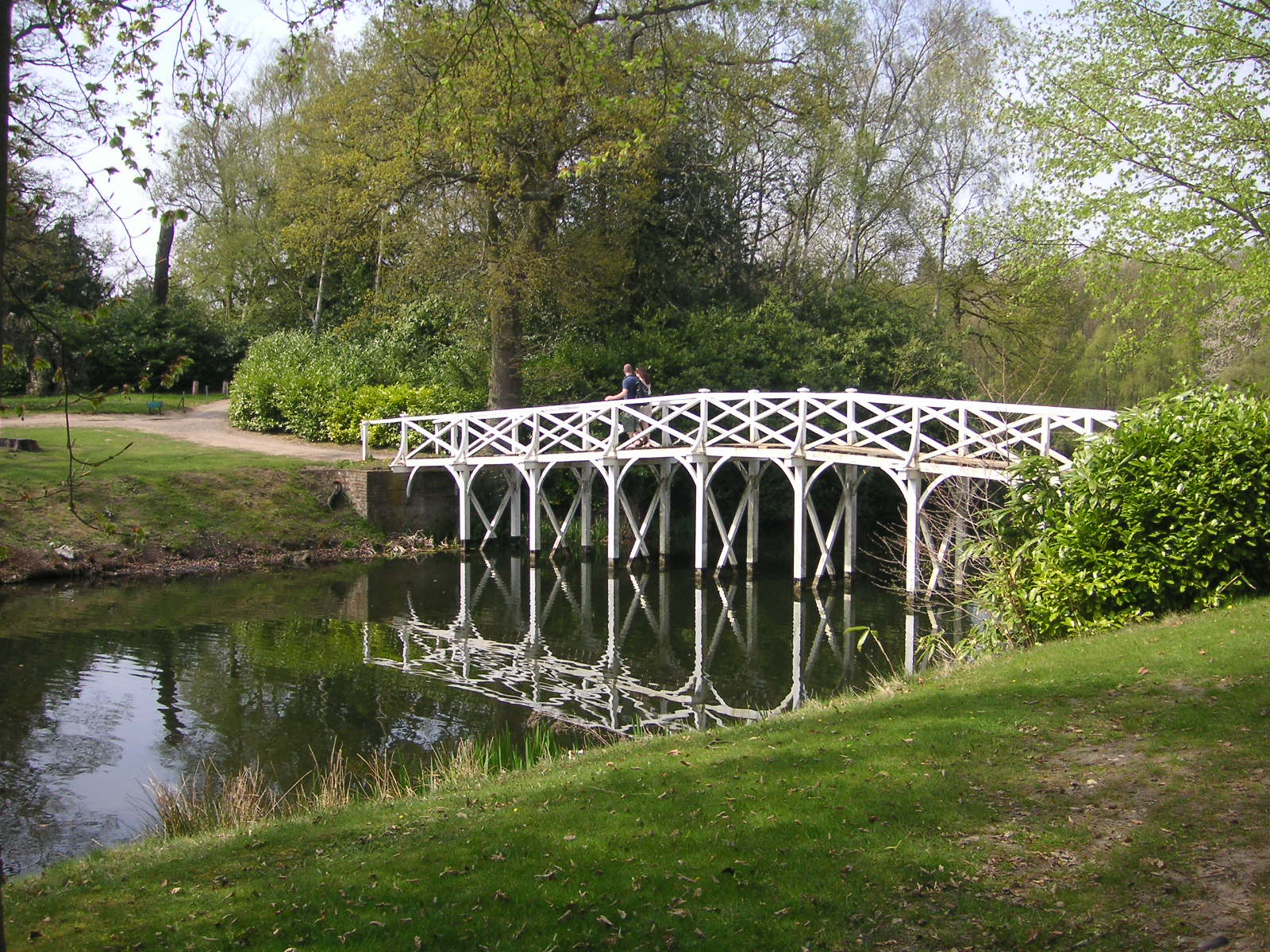
„čínský most“
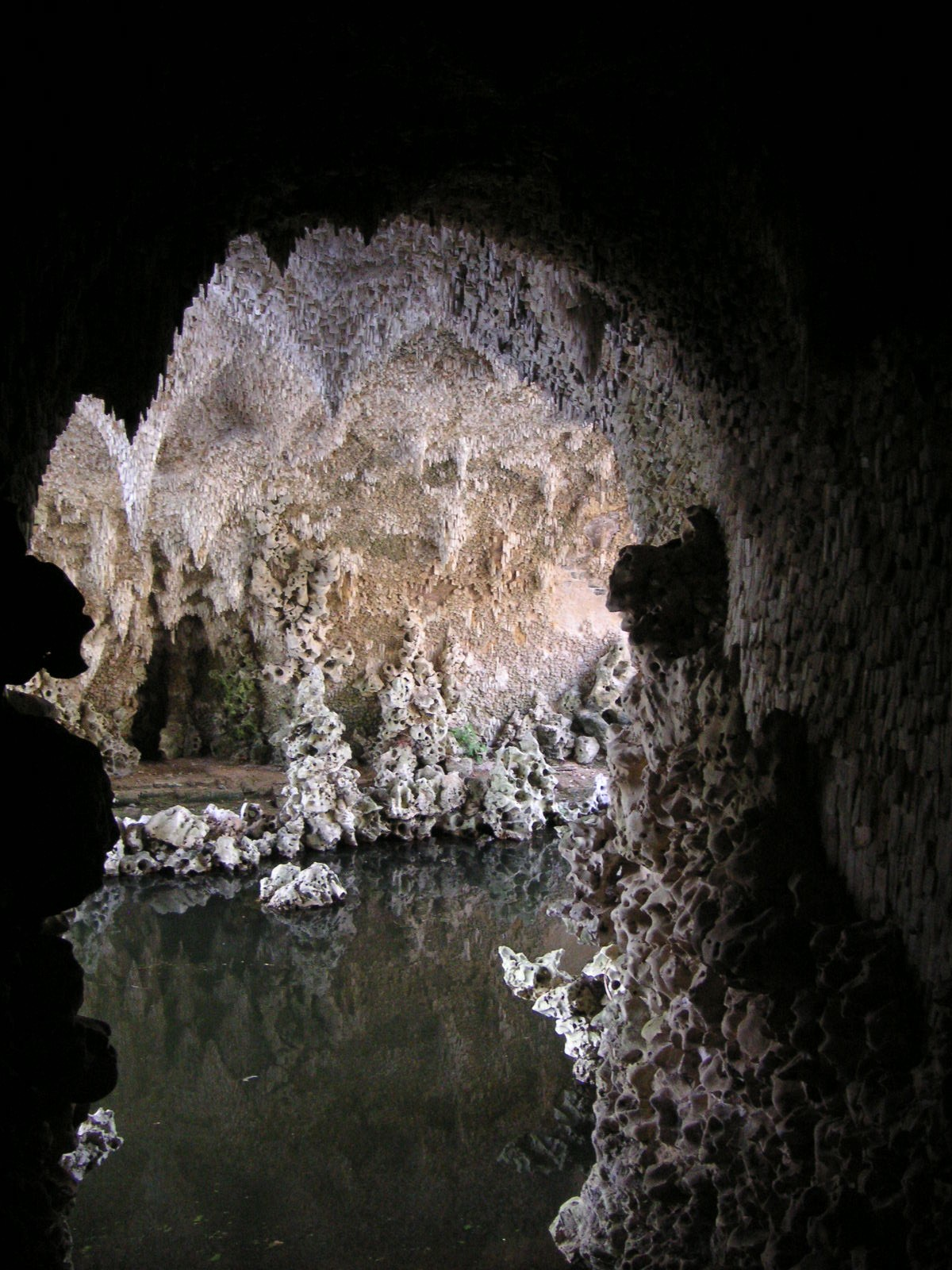
Jeskyně Crystal Grotto
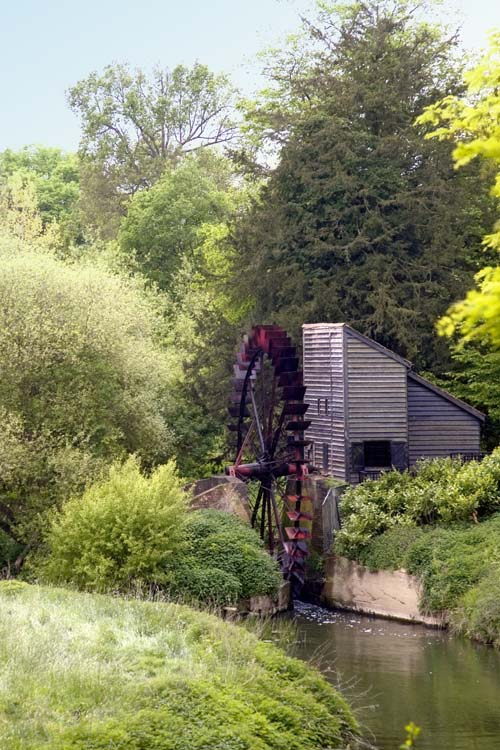
Vodní kolo pohánející čerpadla
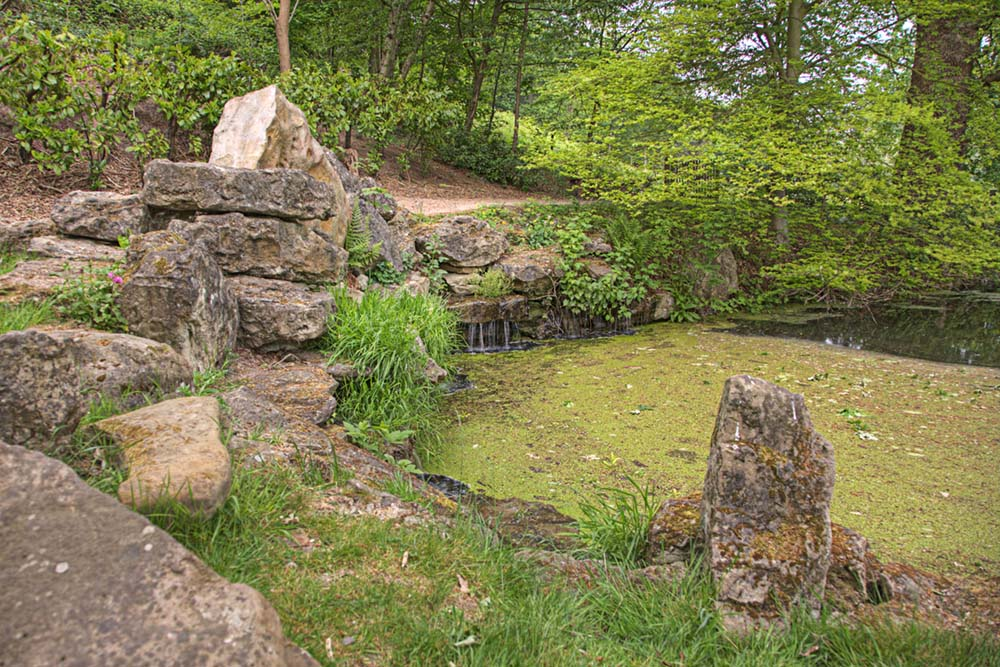
Kaskáda
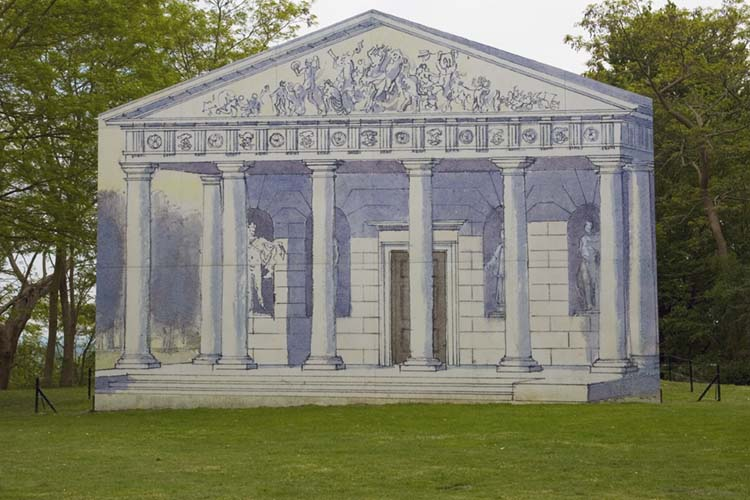
Dočasná kopie chrámu „Temple of Bacchus“
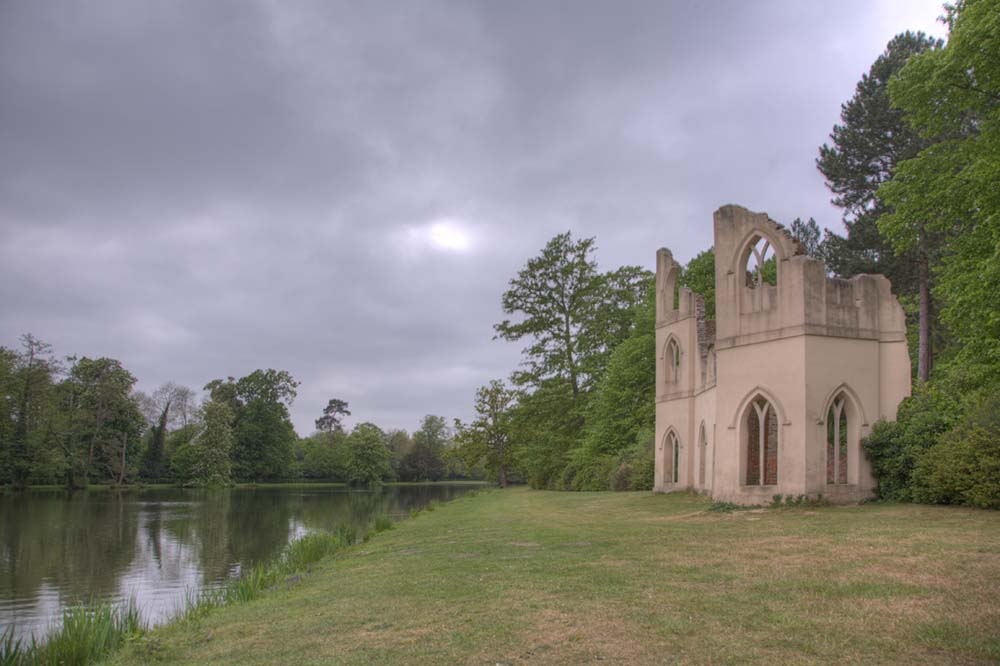
Napodobenina zříceniny „Ruined Abbey“
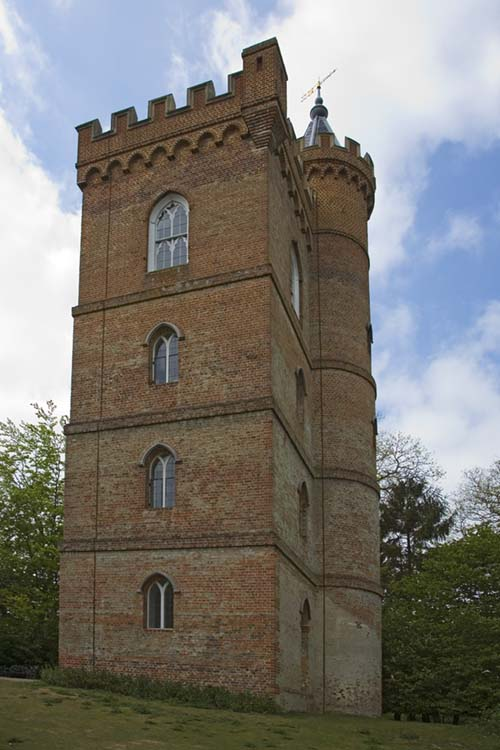
Napodobenina gotiky „Gothic Tower“